# نيل كولفيل
نيل كولفيل هو لاعب هوكي جليد كندي، ولد في 4 أغسطس 1914 في إدمونتون في كندا، وتوفي في 26 ديسمبر 1987.

## وصلات خارجية
- نيل كولفيل على موقع دوري الهوكي الوطني (الإنجليزية)
- نيل كولفيل على موقع EliteProspects.com (الإنجليزية)
- نيل كولفيل على موقع HockeyDB.com (الإنجليزية)
- نيل كولفيل على موقع Hockey-Reference.com (الإنجليزية)